# Džobfer — Kreiraj svoju budućnost!
JobFair — Kreiraj svoju budućnost! je sajam poslova i praksi za studente i diplomce tehničko-tehnoloških i prirodno-matematičkih fakulteta koji od 2005. jednom godišnje organizuju studentska udruženja  (BEST – Board of European Students of Technology) i  (EESTEC - Electrical Engineering STudents' European assoCiation).
Cilj projekta je da je da pomogne mladim inženjerima da dođu do zaposlenja, stručnog usavršavanja ili praktičnog rada u okviru svoje struke na prostorima Srbije, a kompanijama da dođu do najkvalitetnijeg kadra koji naša zemlja može da ponudi. Na taj način JobFair – Kreiraj svoju budućnost! aktivno pomaže u rešavanju problema odliva mozgova.

## Istorija

#### 05
Prvi JobFair – Kreiraj svoju budućnost! realizovan je 31. oktobra i 1. novembra 2005. godine u Svečanoj sali Građevinskog fakulteta uz prisustvo 12 kompanija. Posećenost prvog sajma bila je velika, što je na kraju drugog dana za rezultat imalo oko 800 biografija inženjera tehničko-tehnoloških fakulteta u našoj elektronskoj bazi, koja je naknadno distribuirana kompanijama učesnicama. Takođe, studenti su svoje biografije mogli da ostave i direktno predstavnicima kompanija. Oba dana organizovane su prezentacije kompanija za studente i dva predavanja koja su se bavila temom pisanja biografija i razgovora za posao. JobFair 05 je završen i više nego uspešno, s obzirom na to da je predstavljao novi vid događaja koje organizuju Istek i Best.

#### 06
Inspirisani uspehom prvog JobFair-a, udruženja su pristupila organizovanju sledećeg sajma 2006. godine sa još više entuzijazma. Dostruko veći broj kompanija prepoznalo je svoje interese u upoznavanju sa studentima tehničko-tehnoloških fakulteta. Motivisani predavanjima na temu Pisanje CV-a i Kako preživeti prvi razgovor za posao, oko 1000 studenata ostavilo je svoj CV u elektronskoj bazi, a Sajam je imao preko 3000 posetilaca.

#### 07
Treće godine otišlo se korak dalje u organizaciji, pa je sajamski program JobFair 07 proširen tribinom Šta kad diplomiram? Visoko obrazovanje i tržište rada. Predstavnici Univerziteta, Nacionalne službe za zapošljavanje, kompanija, studenata i kompetentnih institucija iznosili su mišljenja o problematici zapošljavanja mladih ljudi iz svog ugla i diskutovali o mogućim rešenjima. Oko 4000 posetilaca i 43 prisutne kompanije indikator su poverenja koje se pruža ovom projektu.

#### 08
08 je nastavio tradiciju uvođenja novina. Studenti su, kao i prethodnih godina imali priliku da usavrše veštinu pisanja CV-ja i upoznaju se sa radom i planovima kompanija kroz jednočasovne prezentacije. Kao odgovor na novonastale probleme oko sprovođenja reforme obrazovanja i uvođenja Bolonjske deklaracije u sistem školovanja, organizatori su 2008. godine pripreme dve tribine sa nazivima Danas master, sutra...? i Praksa – put u budućnost. Broj kompanija učesnica, posetilaca i ostavljenih biografija je nastavio sa rastom.

#### 09
Jubilarni, peti po redu sajam poslova JobFair 09 - Kreiraj svoju budućnost! realizovaće se 2. i 3. novembra u zgradi tehničkih fakulteta, Bulevar kralja Aleksandra 73.
Kompanije će imati priliku da predstave svoj potencijal i način poslovanja sadašnjim i budućim inženjerima. Kroz direktan kontakt sa zainteresovanim mladim stručnjacima, kompanije će imati priliku da pronađu i odaberu mlade ljude najboljih kvalifikacija koji će doprineti njenom daljem napretku i razvoju.
Studentima će biti omogućeno da ostave lične i profesionalne podatke (CV, lat. curriculum vitae) u elektronskoj bazi biografija, koja će biti dostavljena kompanijama učesnicama Sajma. Kao i proteklih godina, planirana su brojna predavanja, tribine i treninzi koje će držati renomirani stručnjaci iz oblasti ekologije, obrazovanja i zapošljavanja. 
Ovogodišnji Sajam će biti orijentisan ka aktuelnim pitanjima održivog razvoja i zaštite životne sredine. Organizovanjem tribine iz oblasti ekologije, JobFair 09 se direktno pridružuje inicijativi za podizanje ekološke svesti u Srbiji. Pored primarnih ciljeva, dodatni zadatak ovogodišnjeg JobFair-a jeste da u vremenu ekonomske krize vrati optimizam na srpsko tržište rada i pošalje poruku da su upravo u ovakvim trenucima za kompanije ljudi najvažniji.

#### 10
Vođeni uspehom projekta „JobFair - Kreiraj svoju budućnost!" u Beogradu, organizatori šestog po redu Sajma, odlučili su da i svojim kolegama iz drugih univerzitetskih gradova pruže priliku da dođu do posla ili stručne prakse. Promocije Sajma, održane u Novom Sadu, Kragujevcu, Novom Pazaru i Nišu, privukle su veliku pažnju studenata, koji su na licu mesta ostavili svoje podatke u elektronsku bazu biografija. „JobFair 10 - Kreiraj svoju budućnost!” posetilo je oko 4000 posetilaca, a učešće je uzela 41 kompanija. U okviru akademskog programa Sajma održan je niz treninga posvećenih pisanju CV-ja, poslovnoj komunikaciji i pripremi za razgovor za posao, dve tribine, na temu talenata u Srbiji, odnosno ekologije i tehnologije, kao i studija slučaja na temu prerade i prečišćavanja voda.

#### 11
Nastavljajući tradiciju uspešno organizovanih sajmova, organizatori sajma „JobFair 11 – Kreiraj svoju budućnost!“ omogućili su studentima da u toku godine redovno ažuriraju svoj CV. Od ove godine studenti su po prvi put imali priliku da CV ostavljen u bazi tokom trajanja Sajma dopunjuju novim informacijama tokom cele naredne godine.
U okviru akademskog programa Sajma, dugogodišnji prijatelji projekta, održali su niz treninga posvećenih pisanju CV-ja, poslovnoj komunikaciji i uopšte pripremi za razgovor za posao.
Na osnovu interesovanja koje su pokazali studenti sa fakulteta iz unutrašnjosti zemlje, Sajam je i ove godine imao nacionalni karakter. A kako je Sajam orijentisan ka aktuelnim pitanjima održivog razvoja i zaštite životne sredine, zeleni aspekt Sajma nije izostao ni ovoga puta.

#### 12
„JobFair 12 – Kreiraj svoju budućnost!“ је 2012.године okupio 41 kompaniju, a preko 3000 ostavljenih biografija u bazi govore o velikom interesovanju mladih ljudi za ovaj sajam. Ove godine održan je i veoma uspešan Okrugli sto na temu „Koja se znanja i veštine, pored struke, traže od mladih inženjera?". U prijatnoj atmosferi, svoj pogled na temu dali su predstavnici 25 kompanija, Ministarstva omladine i sporta, Nacionalne službe za zapošljavanje, Centra za razvoj karijere, Univerziteta u Beogradu i studentskih organizacija.

#### 13
Prošlogodišnji deveti po redu sajam poslova, uspeo je da održi tradiciju posećenosti i tako dovede preko 5000 posetilaca koji su mogli da razgovaraju sa predstavnicima 42 kompanije. U okviru akademskog programa studenti su imali priliku da prisustvuju radionicama i predavanjima na teme: „Razgovor sa poslodavcem”, „Umreži se, poveži se”, „I traženje posla je posao”, „Kako napisati dobar CV", „Kreiranje uspeha” i „(Samo)promocija na društvenim mrežama”, a na ovogodišnjem JobFair-u i Centar za promociju nauke je predstavio svoj projekat „CPN naučni klub”. U organizaciji Ambasade Kanade održana je tribina sa temom „What it takes to go from Engineer to CEO", gde su studenti imali priliku da od uspešnih ljudi čuju koje su to veštine i znanja, kao i stav i motivacija potrebni za napredovanje u karijeri jednog inženjera ka menadžerskim pozicijama. Takođe, ove godine organizatori su prepoznali značaj startap kompanija i podržavaju ideje i inicijative mladih da pokrenu sopstveni biznis. U skladu sa tim, održana je panel diskusija na temu startap kompanija u Srbiji, kao i Okrugli sto na temu Preduzetništva mladih, a na Sajmu je i određen broj štandova bio rezervisan za startap kompanije se predstave kako studentima, tako i drugim, afirmisanim kompanijama.

## Podrška
Značaj sajma u proteklom periodu prepoznali su tadašnje Ministarstvo prosvete i sporta Republike Srbije, Ministarstvo za telekomunikacije i informatičko društvo Republike Srbije, Skupština grada Beograda, Univerzitet u Beogradu i dekani svih tehničko-tehnoloških i prirodno-matematičkih fakulteta.

## Spoljašnje veze
- Zvanična stranica JobFair - Kreiraj svoju budućnost!

- na društvenim mrežama: , , , , ,